# Fly (chanson de Nicki Minaj)
Pour les articles homonymes, voir Fly.
Singles de Nicki Minaj
Super Bass
(2011) Y.U. Mad
(2011)
Singles par Rihanna
Cheers (Drink to That)
(2011) We Found Love
(2011)
Fly est une chanson par la chanteuse Nicki Minaj en featuring avec la chanteuse de R&B Barbadienne Rihanna. La piste a été produite par J.R. Rotem et coproduite par Kevin Hissink. La chanson est inspirée par l'émotion de planer au-dessus et de surmonter tous les stéréotypes de la négativité et être le seul à en être sorti victorieux. La chanson a été classée dans plusieurs pays dont le Canada et le Royaume-Uni en raison de ses fortes ventes numériques.
La chanson a recueilli des critiques positives, dont la plupart ont félicité la chanson sur son sentiment d'inspiration.Le single s'est écoulé à plus de 1 500 000 d'exemplaires aux États-Unis 

## Classements
| Chart (2011-2013)               | Meilleure position |
| ------------------------------- | ------------------ |
| Australie (ARIA)                | 18                 |
| Belgique (Flandre Ultratip 100) | 24                 |
| Canada (Hot 100)                | 55                 |
| France (SNEP)                   | 46                 |
| Nouvelle-Zélande (RMNZ)         | 13                 |
| Royaume-Uni (UK Singles Chart)  | 16                 |
| Royaume-Uni (UK R&B Chart)      | 1                  |
| Écosse (OCC)                    | 12                 |
| États-Unis (Hot 100)            | 19                 |